# Севостьянов, Павел Петрович
Па́вел Петро́вич Севостья́нов (1920 — 1995) — советский дипломат, историк. Чрезвычайный и полномочный посол. Лауреат Государственной премии СССР (1982).

## Биография
На дипломатической работе с 1946 года. Доктор исторических наук, профессор.
- В 1946—1947 годах — сотрудник центрального аппарата МИД СССР.
- В 1947—1959 годах — на преподавательской работе в МГИМО.
- В 1959—1960 годах — эксперт посольства СССР в КНР.
- В 1960—1963 годах — на ответственной работе в центральном аппарате МИД СССР.
- В 1963—1965 годах — советник посольства СССР в Индонезии.
- В 1965—1971 годах — на ответственной работе в центральном аппарате МИД СССР.
- В 1971—1981 годах — первый заместитель начальника Историко-дипломатического управления МИД СССР.
- В 1981—1986 годах — начальник Историко-дипломатического управления МИД СССР.
- С 1984 года — член Коллегии МИД СССР.

## Награды и премии
- Государственная премия СССР за цикл научно-исследовательских работ по внешней политике СССР и международным отношениям (1982)[1].

## Публикации
- Империалистическая экспансия Соединенных Штатов Америки в Китае и Корее: 1905-1907 гг.: диссертация кандидата исторических наук. - Москва, 1950.
- Экспансионистская политика США на Дальнем Востоке (в Китае и Корее в 1905-1911 гг.). - Москва: Госполитиздат, 1958.
- В мире прочнее не было уз. - Москва : Изд-во ИМО, 1960.
- Внешняя политика СССР в начальный период второй мировой войны (1 сентября 1939 г. - 22 июня 1941 г.): Автореферат диссертации на соискание ученой степени доктора исторических наук / МГИМО. - Москва, 1978.
- По заветам В. И. Ленина: Некоторые вопросы советской внешней политики и дипломатии. [Сборник / Ред. комис.: Севостьянов П. П. (пред.) и др.]. Вып. 7. - Москва : Б. и., 1980.
- По заветам В. И. Ленина: Некоторые вопросы советской внешней политики и дипломатии. [Сборник / Ред. комис.: Севостьянов П. П. (пред.) и др.]. Вып. 9. - Москва : Б. и., 1981.
- Перед великим испытанием: Внешняя политика СССР накануне Великой Отечественной войны, сентябрь 1939 - июнь 1941. - Москва: Политиздат, 1981.
- Перед гитлеровским нашествием: Советская дипломатия в сентябре 1939 - июне 1941. - Москва: Прогресс, 1984.